# Dongxia (sockenhuvudort i Kina, Qinghai Sheng, lat 36,68, long 101,33)
Dongxia (kinesiska: 东峡, 东峡乡) är en sockenhuvudort i Kina. Den ligger i provinsen Qinghai, i den nordvästra delen av landet, omkring 40 kilometer väster om provinshuvudstaden Xining. Antalet invånare är 5 931. Befolkningen består av 2 751 kvinnor och 3 180 män. Barn under 15 år utgör 17,0 %, vuxna 15-64 år 75 %, och äldre över 65 år 7,0 %.
Runt Dongxia är det ganska tätbefolkat, med 207 invånare per kvadratkilometer. Närmaste större samhälle är Huangyuan Chengguanzhen, 4,9 km väster om Dongxia. Trakten runt Dongxia består i huvudsak av gräsmarker.
Genomsnittlig årsnederbörd är 470 millimeter. Den regnigaste månaden är juli, med i genomsnitt 130 mm nederbörd, och den torraste är januari, med 2 mm nederbörd.